# Head Start

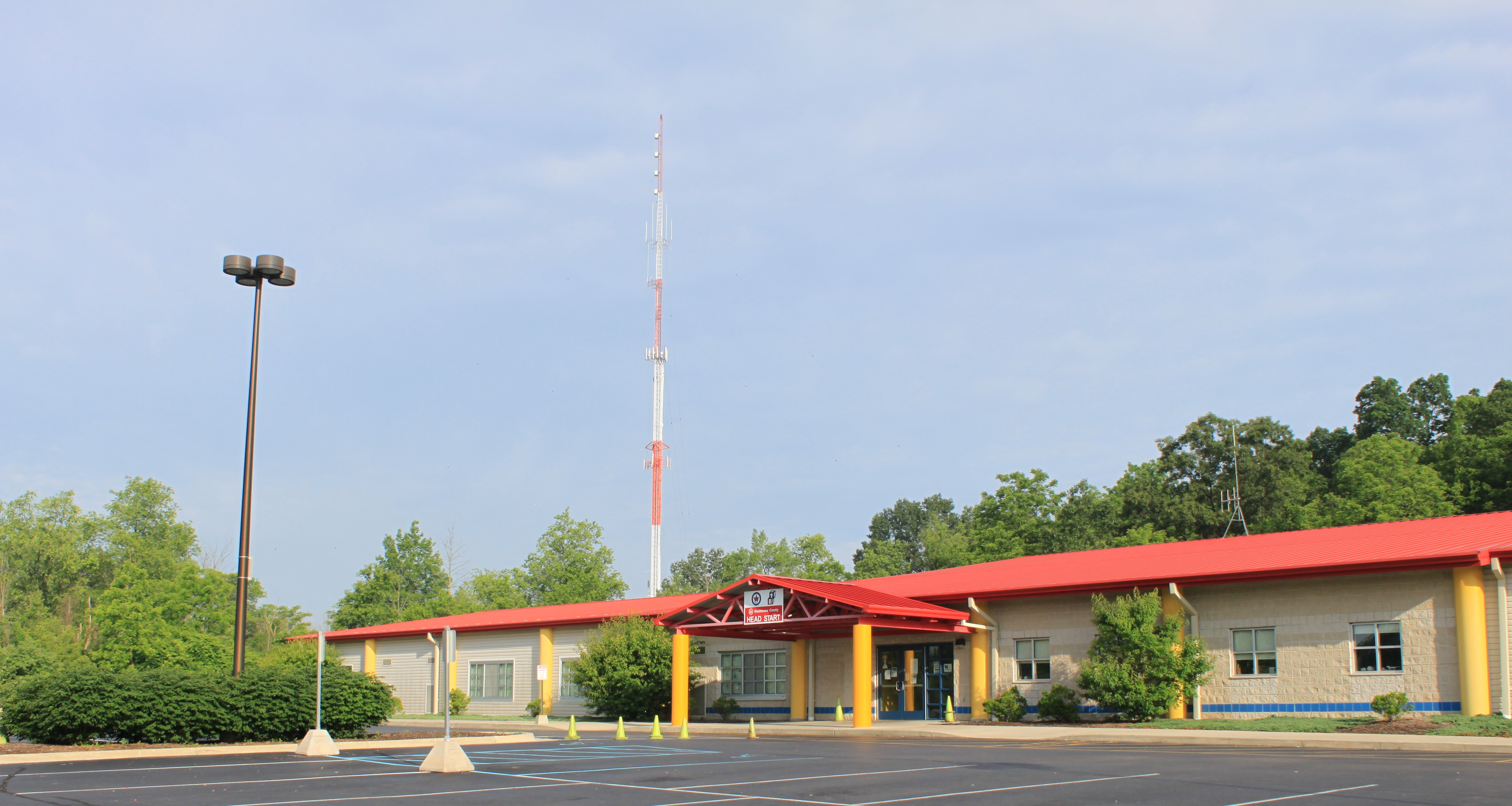
Head Start school, que dá nome ao programa, localizada em Washtenaw, Michigan

Head Start é um programa do Departamento de Saúde e Serviços Humanos dos Estados Unidos que oferece serviços abrangentes de educação, saúde, nutrição e envolvimento dos pais na primeira infância para crianças e famílias de baixa renda. Os serviços e recursos do programa são projetados para promover relacionamentos familiares estáveis, melhorar o bem-estar físico e emocional das crianças e estabelecer um ambiente para desenvolver fortes habilidades cognitivas. A transição da pré-escola para a escola primária impõe diversos desafios de desenvolvimento que incluem exigir que as crianças se envolvam com sucesso com seus colegas fora da rede familiar, se ajustem ao espaço de uma sala de aula e atendam às expectativas que o ambiente escolar oferece.

Lançado em 1965  por seu criador e primeiro diretor Jule Sugarman, o Head Start foi originalmente concebido como um programa de recuperação escolar de verão que ensinaria a crianças de baixa renda em poucas semanas o que elas precisavam saber para começar o ensino fundamental. O Head Start Act de 1981 expandiu o programa. O programa foi revisado e reautorizado em dezembro de 2007. No final de 2005, mais de 22 milhões de crianças haviam participado.